# Juschny-Insel
Die Juschny-Insel (russisch Южный остров / Juschny ostrow, wiss. Transliteration Južnyj ostrov, übersetzt Südinsel) ist die südliche der beiden Hauptinseln der russischen Inselgruppe Nowaja Semlja im Nordpolarmeer.
Sie ist im Westen von der Barentssee und im Osten von der Karasee umgeben. Von der Sewerny-Insel ist sie nur durch die sehr schmale Meerenge Matotschkin Schar und vom russischen Festland unter anderem durch die Karastraße getrennt. 
Anders als die Sewerny-Insel ist die Juschny-Insel nur kleinräumig vergletschert und wird zu großen Teilen von Tundra bedeckt.
Die Insel war traditionell von Nenzen bewohnt, die jedoch im Zuge von sowjetischen Atomtests in den 1950er Jahren größtenteils umgesiedelt wurden. 

## Fotogalerie

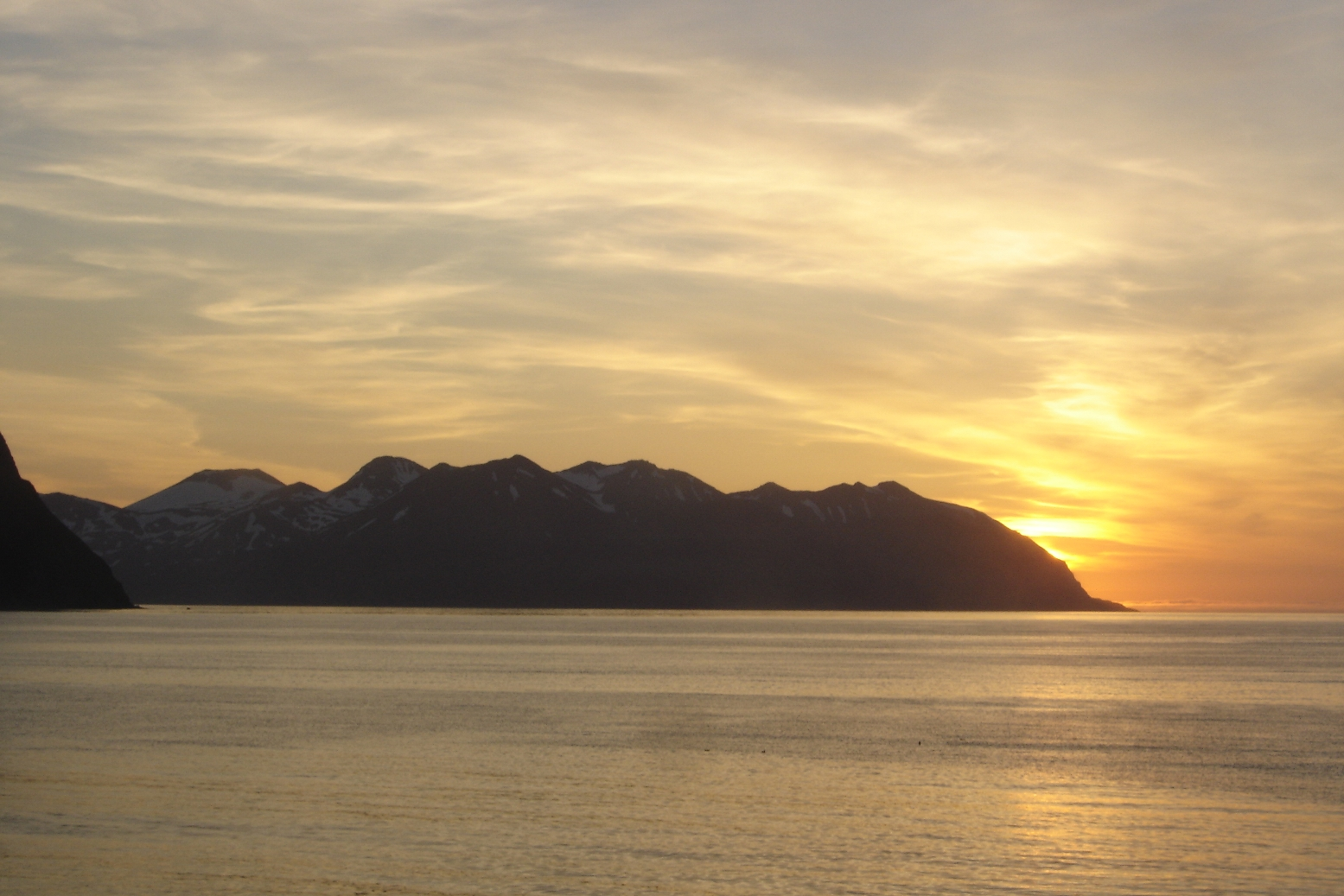
Westküste der Insel
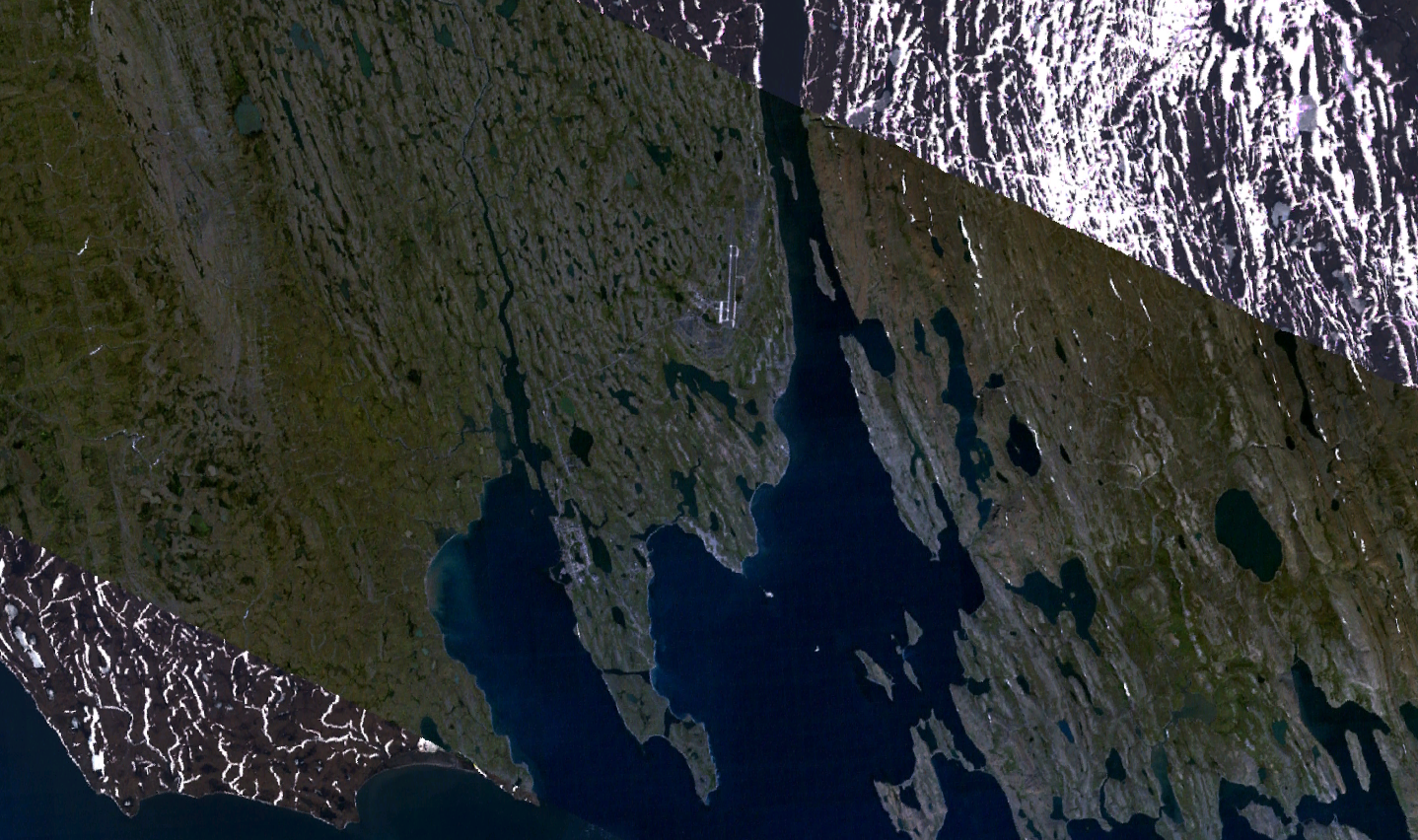
NASA-Satellitenbild um Beluschja Guba